# Robert William Dale
Robert William Dale (1er décembre 1829 - 13 mars 1895) est un leader congrégationaliste anglais basé à Birmingham.

## Biographie

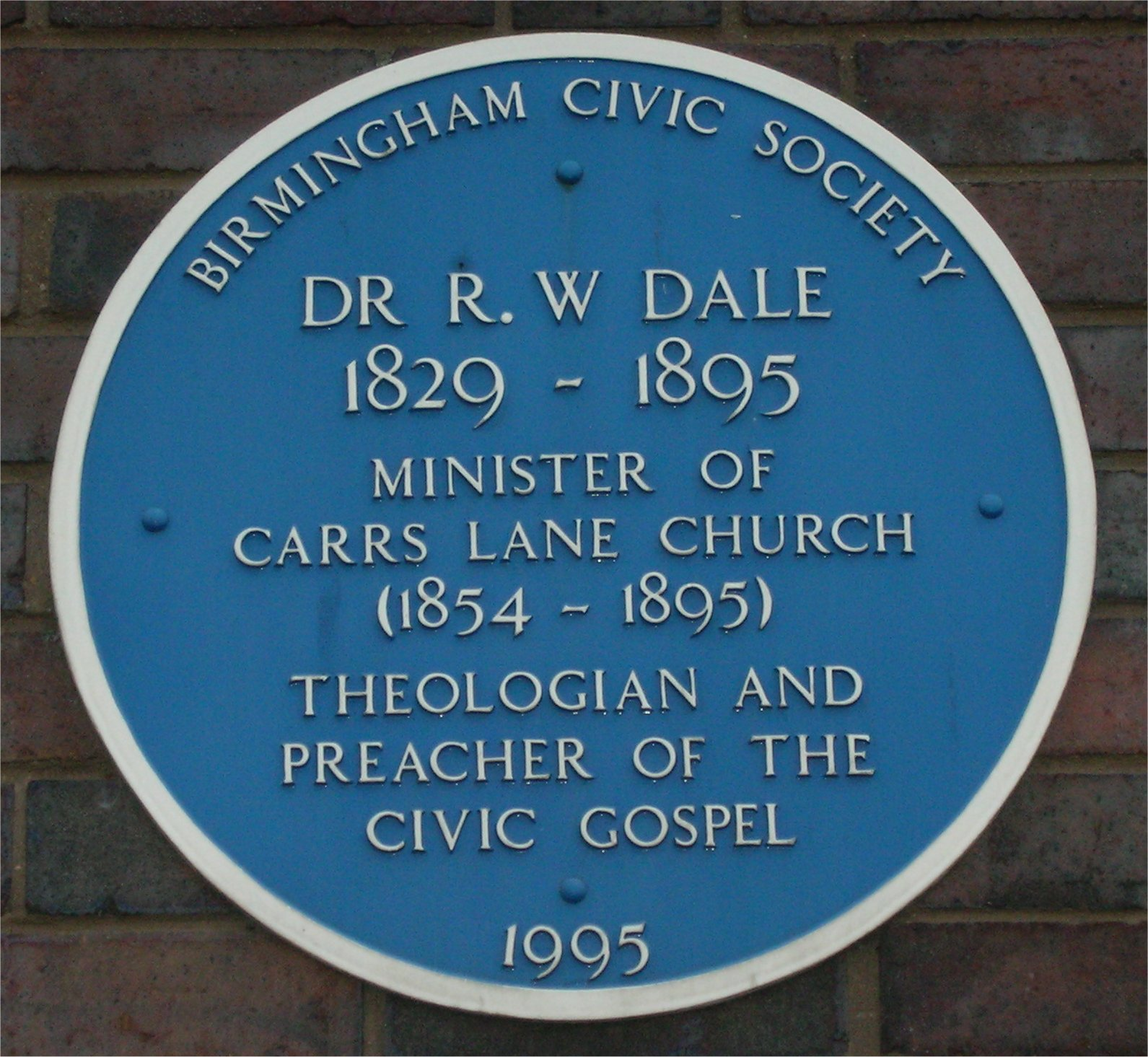
Plaque bleue sur l'église moderne Carrs Lane, Birmingham

Dale est né à Londres et fait ses études au Spring Hill College de Birmingham pour devenir ministre Congrégationaliste. En 1853, il est invité à Carr's Lane Chapel, Birmingham, en tant que co-pasteur avec John Angell James, à la mort duquel en 1859, il devient l'unique pasteur pour le reste de sa vie. À l'examen de maîtrise de l'Université de Londres (1853), il arrive premier en philosophie et remporte la médaille d'or. Le diplôme de LL. D. lui est conféré en 1883 par l'Université de Glasgow pendant le lord rectorat de John Bright. L'Université Yale lui donne son diplôme DD, bien qu'il ne l'ait jamais utilisé. Il est président de l'Union congrégationaliste d'Angleterre et du Pays de Galles en 1868 et président du Conseil international de la congrégation en 1891 .

## Positions et publications
Dale lisait normalement ses sermons, car "si je parlais improvisé, je ne devrais plus jamais me rasseoir". Il n'utilise pas le titre "Révérend". Il est un ardent défenseur de la dissolution de l'Église d'Angleterre, estimant que l'Église chrétienne est essentiellement une fraternité spirituelle et que tout vestige d'autorité politique nuit à son travail spirituel. Dans le gouvernement de l'Église, il croit fermement que le congrégationalisme est l'environnement le plus approprié pour le christianisme. Il publie des conférences sur des sujets tels que The Atonement (1875, et fréquemment réimprimé), des sermons et le Manual of Congregational Principles (1884) ; et, à sa mort, il laisse une histoire inachevée du Congrégationalisme, révisée par son fils, AWW Dale.

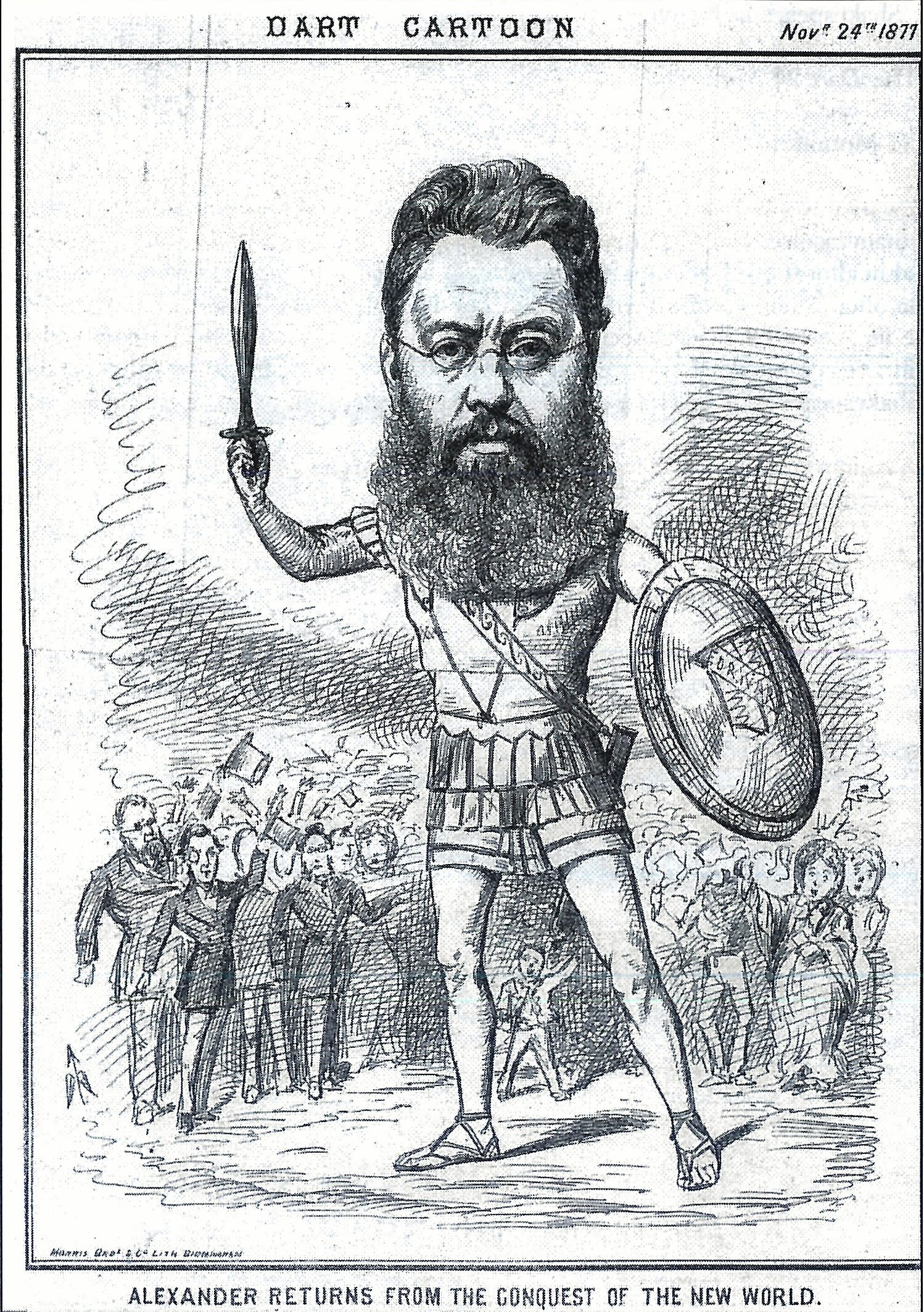
Dale dépeint comme Alexandre le Grand, à son retour à Birmingham après une tournée de conférences réussie aux États-Unis en 1877

## "Evangile civique" et politique
L'intégrité, l'intelligence, la passion morale et l'éloquence de Dale font rapidement de lui une figure nationale à une époque où la force de la non-conformité est à son apogée . Il se félicite de l'amélioration sociale et défend, avec George Dawson, ce qui est connu à Birmingham sous le nom de Civic Gospel . La santé, le logement, l'assainissement et les conditions de vie à Birmingham ont souffert de son expansion démographique rapide au cours des trente années précédentes . Dale soutient que "le devoir public de l'État est le devoir privé de chaque citoyen": le service au conseil municipal pour améliorer le bien-être de Birmingham est préconisé par Dale comme ayant une valeur morale et religieuse . Il est un défenseur de l'éducation publique gratuite, de l'amélioration sociale, de l'extension du droit de vote, de la reconnaissance des syndicats et de la compréhension des liens entre pauvreté et criminalité.
Bien que Dale n'ait pas prêché sur la politique, il est un libéral passionné et travaille avec d'autres réformateurs et radicaux de Birmingham, dont Joseph Chamberlain, William Kenrick (1831-1919), Jesse Collings, George Dixon (homme politique), John Bright, John Henry Chamberlain, William Harris et Samuel Timmins. Il joue un rôle majeur dans l'opposition aux éléments religieux du Forster Education Act de 1870.
Il est membre de l'Arts Club, qui existe de 1873 à 1880 dans le but "de faciliter les relations sociales quotidiennes des messieurs professant des opinions libérales, qui sont engagés ou intéressés par la vie publique de Birmingham": il est décrit dans un local journal comme "le véritable siège du gouvernement, où toutes les mesures sont encadrées pour l'ordonnancement de nos institutions municipales, sociales, caritatives et politiques" ,,.
Lorsque Joseph Chamberlain démissionne du gouvernement libéral en 1886 à la suite des propositions de William Gladstone pour le Home Rule irlandais, Dale le soutient. Ce point marque une scission importante au sein du parti libéral, mais n'a pas réduit l'influence de Dale.

## Educateur
Lorsque le projet de loi sur l'éducation élémentaire de Forster est présenté, Dale l'attaque. Il fait valoir que les écoles qui en résulteraient seraient souvent des institutions purement confessionnelles et que la «clause de conscience» du projet de loi offre une protection inadéquate aux non-conformistes. Dale critique la façon dont les conseils scolaires seraient habilités à accorder des subventions sur les tarifs pour maintenir les écoles dissidentes. Il est lui-même en faveur de l'éducation laïque, affirmant que c'est la seule solution logique et conforme aux principes non conformistes. À Birmingham, cette controverse se termine en 1879 par un compromis.
Son intérêt pour les affaires éducatives l'amène à accepter un siège au conseil scolaire de Birmingham. Il est nommé gouverneur de la Fondation des écoles du roi Édouard VI à Birmingham et siège à la Commission royale de l'éducation. Dale s'intéresse beaucoup au Spring Hill Congregational College, Moseley (où il a déjà étudié). En grande partie grâce à son initiative, le Spring Hill College, rebaptisé Mansfield College du nom de ses fondateurs, est transféré à Oxford en 1886 et il devient président du conseil de l'actuel Mansfield College d'Oxford.

## Dernières années
La scission de 1886 au sein du Parti libéral au sujet de l'autonomie irlandaise marque la désintégration de ce qui a été un cercle très uni de réformateurs partageant les mêmes idées .
Dale est décédé le 13 mars 1895 et est enterré au cimetière de Key Hill, Hockley.
Une statue de Dale sculptée par Edward Onslow Ford en 1898 est redécouverte en 1995 et est maintenant prêtée par le Birmingham Museum & Art Gallery au Carr's Lane Church Center (son ancienne église) . La National Portrait Gallery détient une carte de visite photographique et une gravure sur bois de lui .
Il y a une plaque bleue de la Birmingham Civic Society qui le commémore sur l'église Carrs Lane, dans le centre de Birmingham .